# Nhà thờ Thánh Gioan Baotixita ở Warszawa
Nhà thờ Thánh Gioan Baotixita (tiếng Ba Lan: Archikatedra św. Jana w Warszawie) là một nhà thờ Công giáo La Mã nằm trong khuôn viên phố cổ ở Warszawa, Ba Lan. Nhà thờ Thánh Gioan Baotixita là một trong ba nhà thờ lớn của Warszawa, đồng thời cũng là nhà thờ của tổng giáo phận Warszawa và là một trong những "điện Pantheon" của Ba Lan. Nhà thờ Thánh Gioan Baotixita cùng với khu phố cổ của Warszawa đã được UNESCO đưa vào danh sách Di sản Thế giới.

## Lịch sử

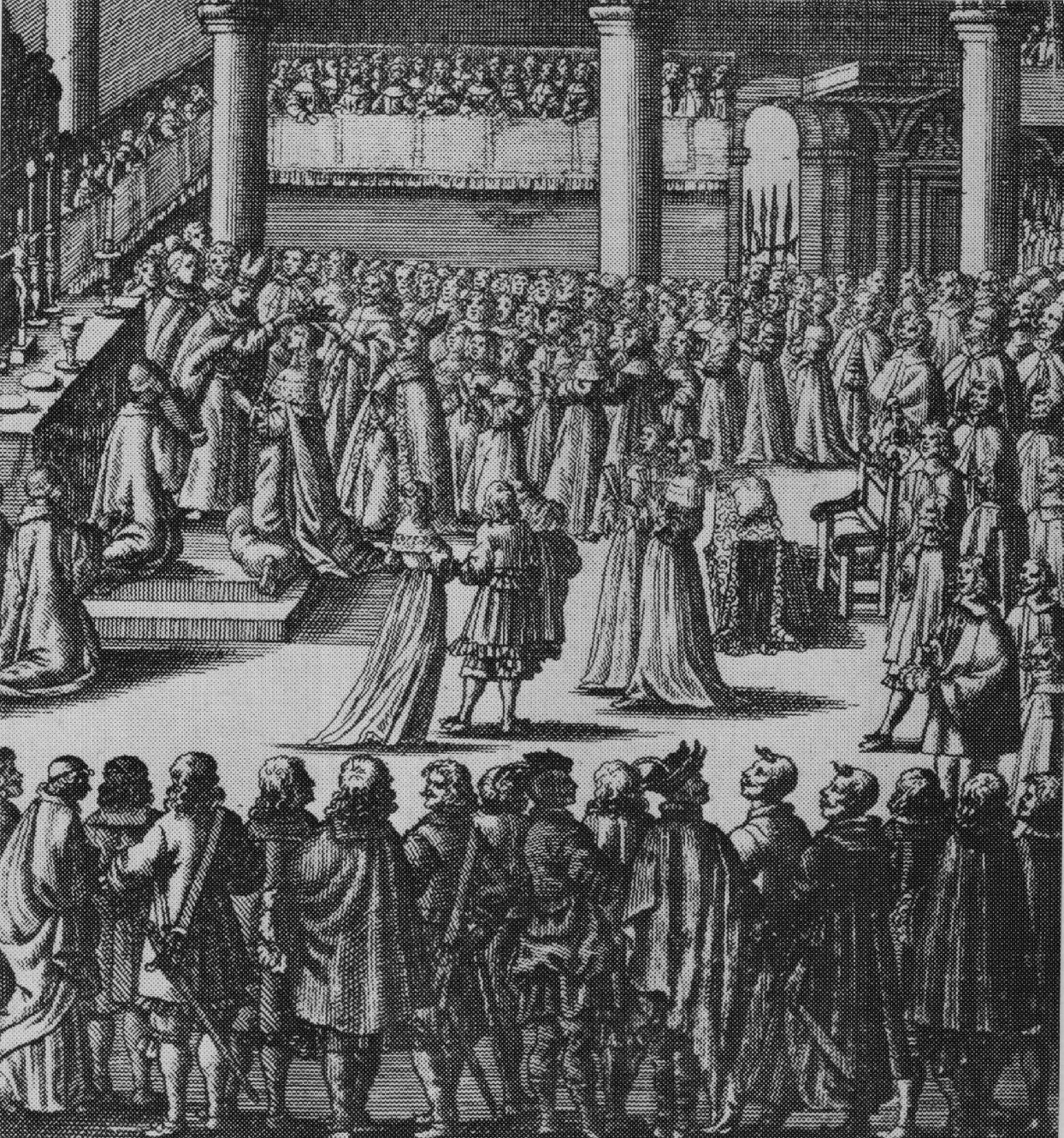
Lễ đăng quang của Nữ hoàng Ba Lan, Eleonora, tại nhà thờ Thánh Gioan Baotixita năm 1670

Nhà thờ được xây dựng lần đầu tiên vào thế kỷ 14 theo phong cách Gothic. Đây từng là nơi đăng quang và an táng của nhiều Công tước xứ Masovia.
Nhà thờ được kết nối với lâu đài Hoàng gia (Zamek Królewski w Warszawie) bằng một hành lang trên cao dài 80 mét được xây dựng dưới thời Nữ hoàng Anna Jagiellonka vào cuối thế kỷ 16. Hành lang này tiếp tục được cơi nới vào những năm 1620 sau vụ ám sát bất thành nhằm vào vua Sigismund III Vasa của Ba Lan ở phía trước của nhà thờ.
Sau phiên họp ra nghị quyết của Hiến pháp ngày 3 tháng 5 năm 1791, vua Stanisław August Poniatowski của Ba Lan đã đến nhà thờ Thánh Gioan Baotixita ở Warszawa để lập lời tuyên thệ trước bàn thờ Thiên Chúa. Các Thống chế của Đại nghị viện (Great Sejm) của Khối Liên bang Ba Lan và Lietuva, cũng đã xuất hiện trong buổi lễ tại nhà thờ để thay mặt cho các đại biểu của Hạ viện (Sejm).
Năm 1944, trong cuộc khởi nghĩa Warszawa (từ tháng 8 đến tháng 10 năm 1944), nhà thờ là nơi chiến đấu giữa lực lượng khởi nghĩa và quân Đức Quốc xã. Quân Đức đã cho một xe tăng chở đầy thuốc nổ đâm vào nhà thờ khiến nhà thờ bị hủy hoại nghiêm trọng. Chưa dừng lại ở đó, sau khi đàn áp cuộc khởi nghĩa, quân Đức còn tiếp tục khoan các lỗ trên tường nhà thờ để cấy thuốc nổ vào khiến nhà thờ bị hư hại gần như toàn bộ các bức tường.
Sau chiến tranh, nhà thờ đã được xây sửa lại. Việc tái thiết nhà thờ dựa vào diện mạo giả định của nhà thờ vào thế kỷ 14. Cụ thể, diện mạo nhà thờ sau tái thiết được phỏng theo tranh minh họa của Hogenberg vào đầu thế kỷ 17 và các bản vẽ của Abraham Boot từ năm 1627.

## Hầm mộ

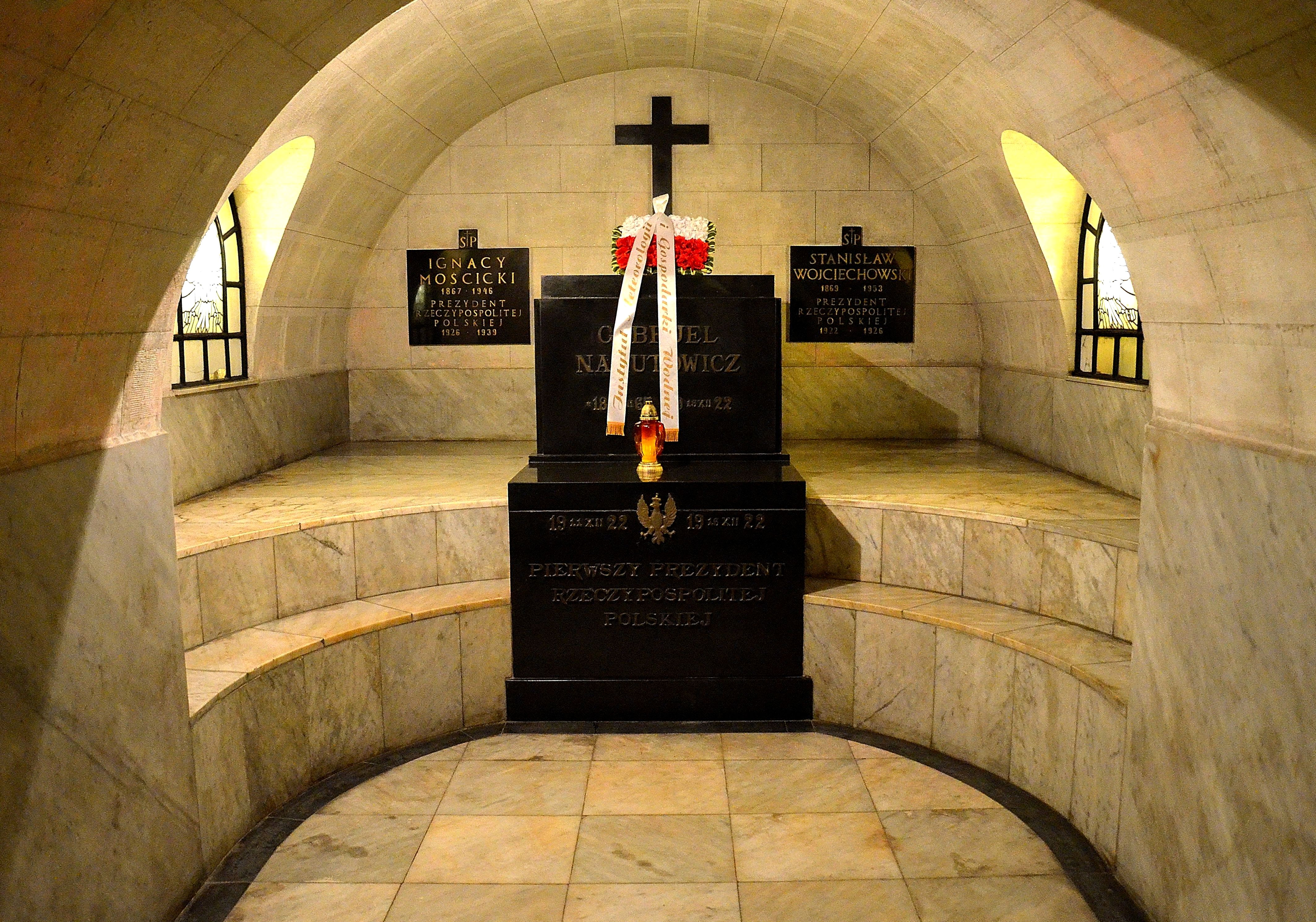
Nơi yên nghỉ của tổng thống Ba Lan (Đệ nhị Cộng hòa Ba Lan)

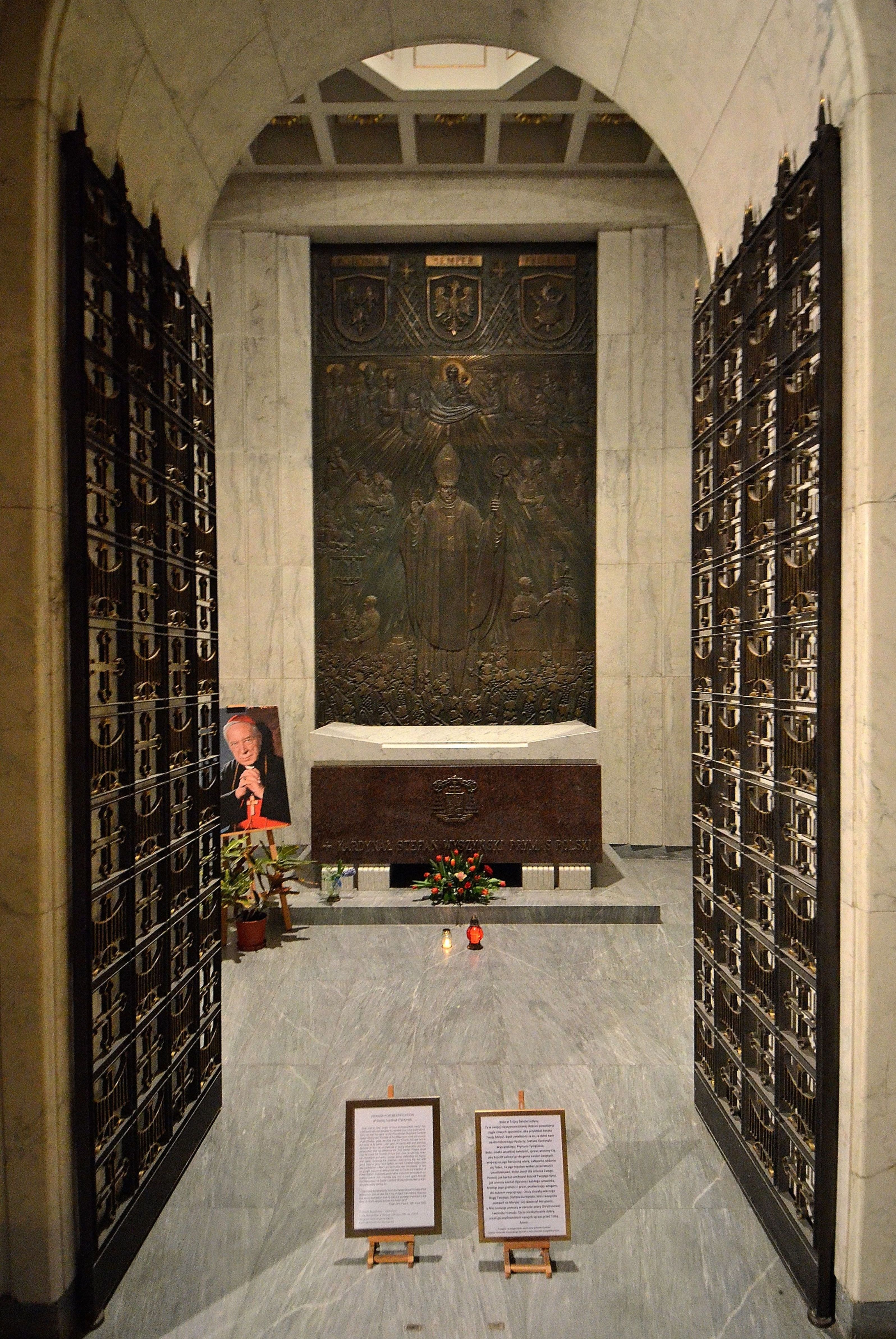
Lăng mộ của Đức Hồng y Wyszyński trong nhà thờ Thánh Gioan Baotixita

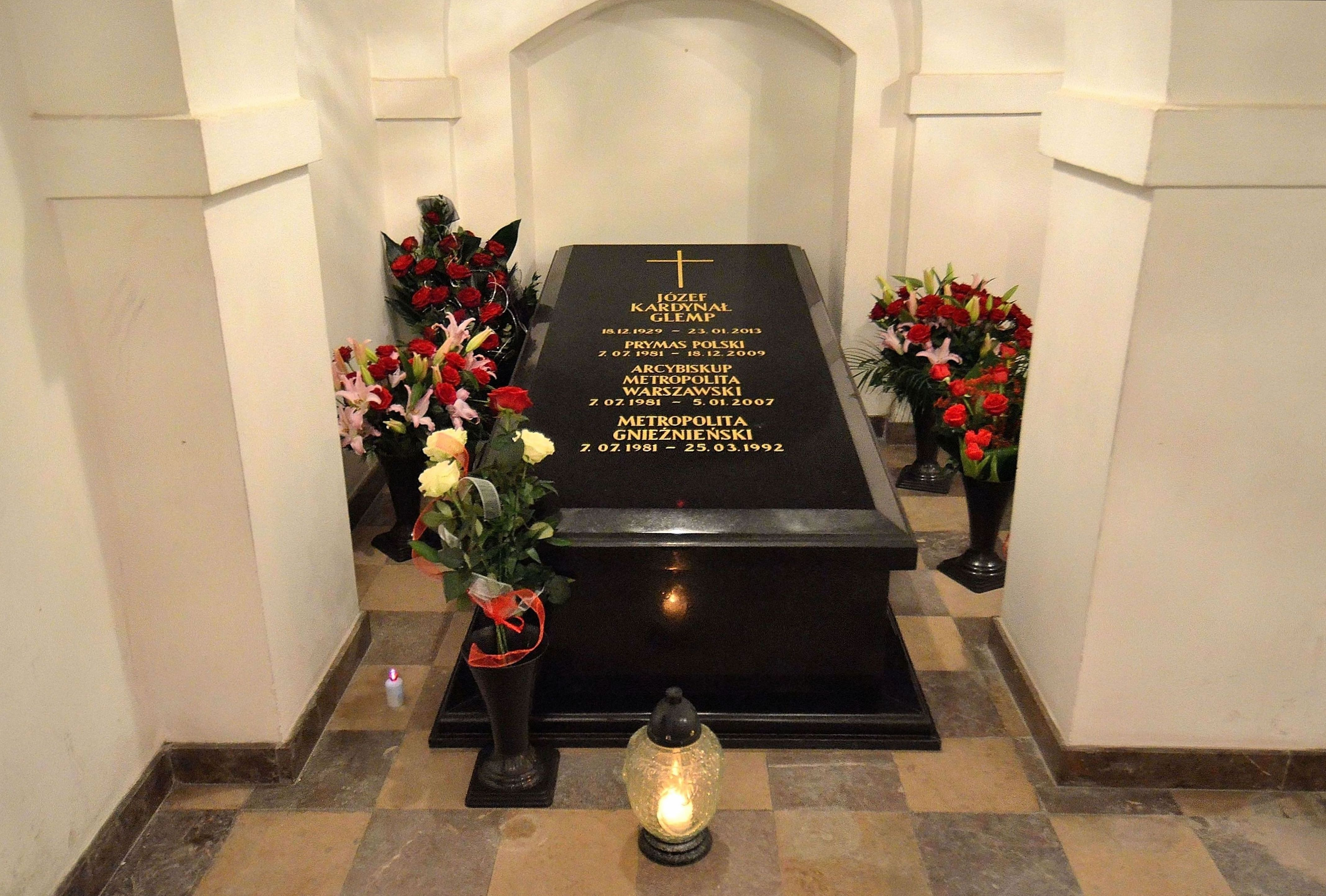
Lăng mộ của Đức Hồng y Glemp trong nhà thờ Thánh Gioan Baotixita

Hầm mộ của nhà thờ là nơi yên nghỉ của nhiều nhân vật chính trị, lịch sử quan trọng, bao gồm:
- Các Công tước xứ Masovia:
  - Công tước Stanisław xứ Masovia
  - Công tước Janusz III xứ Masovia
- Vua Stanisław August Poniatowski, vị vua cuối cùng của Ba Lan
- Quý tộc Adam Kazanowski
- Các nhà soạn nhạc và nhạc sĩ của dàn hợp xướng hoàng gia Vasa, ví dụ như Asprillo Pacelli, người có văn bia bằng đá cẩm thạch đen với tượng bán thân được dựng lại sau chiến tranh.
- Chính khách Stanisław Małachowski, người có tượng đài bằng đá cẩm thạch trắng do Bertel Thorvaldsen thiết kế. Tuy nhiên, bức tượng đã bị phá hủy vào ngày 21 tháng 8 năm 1944, do bị xe tăng chứa thuốc nổ của quân Đức đâm vào tường phía nam của nhà thờ. Tượng đài đã được dựng lại vào năm 1965.[3]
- Họa sĩ Marcello Bacciarelli
- Nhà văn Henryk Sienkiewicz
- Các Tổng thống Ba Lan:
  - Gabriel Narutowicz
  - Ignacy Mościcki
- Thủ tướng Ba Lan kiêm nhà soạn nhạc Ignacy Jan
- Đại tướng Kazimierz Sosnkowski
- Các Tổng giám mục:
  - August Hlond
  - Józef Glemp
  - Stefan Wyszyński

## Bộ sưu tập

### Hình ảnh lịch sử

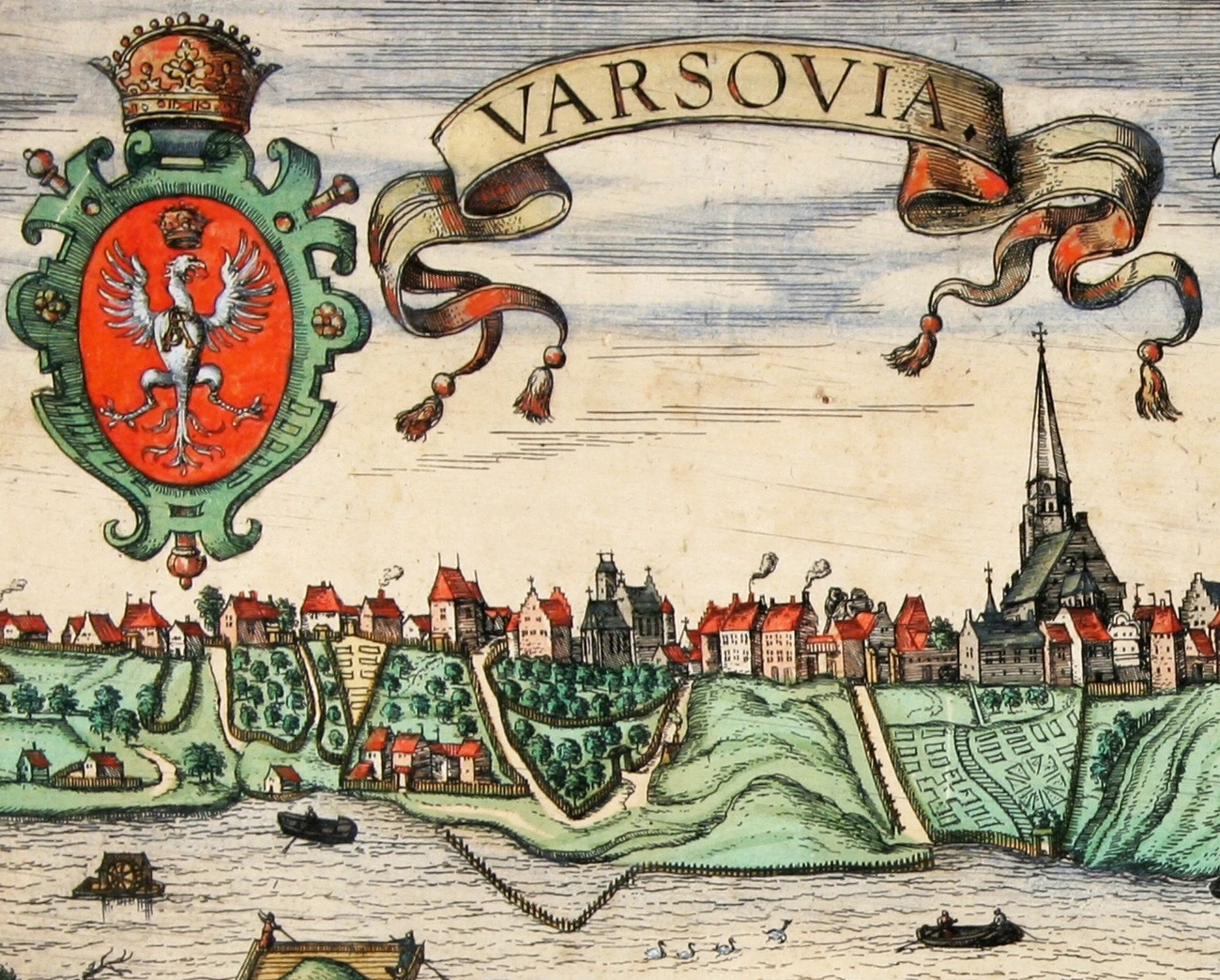
Warszawa vào cuối thế kỷ 16, tranh của Frans Hogenberg
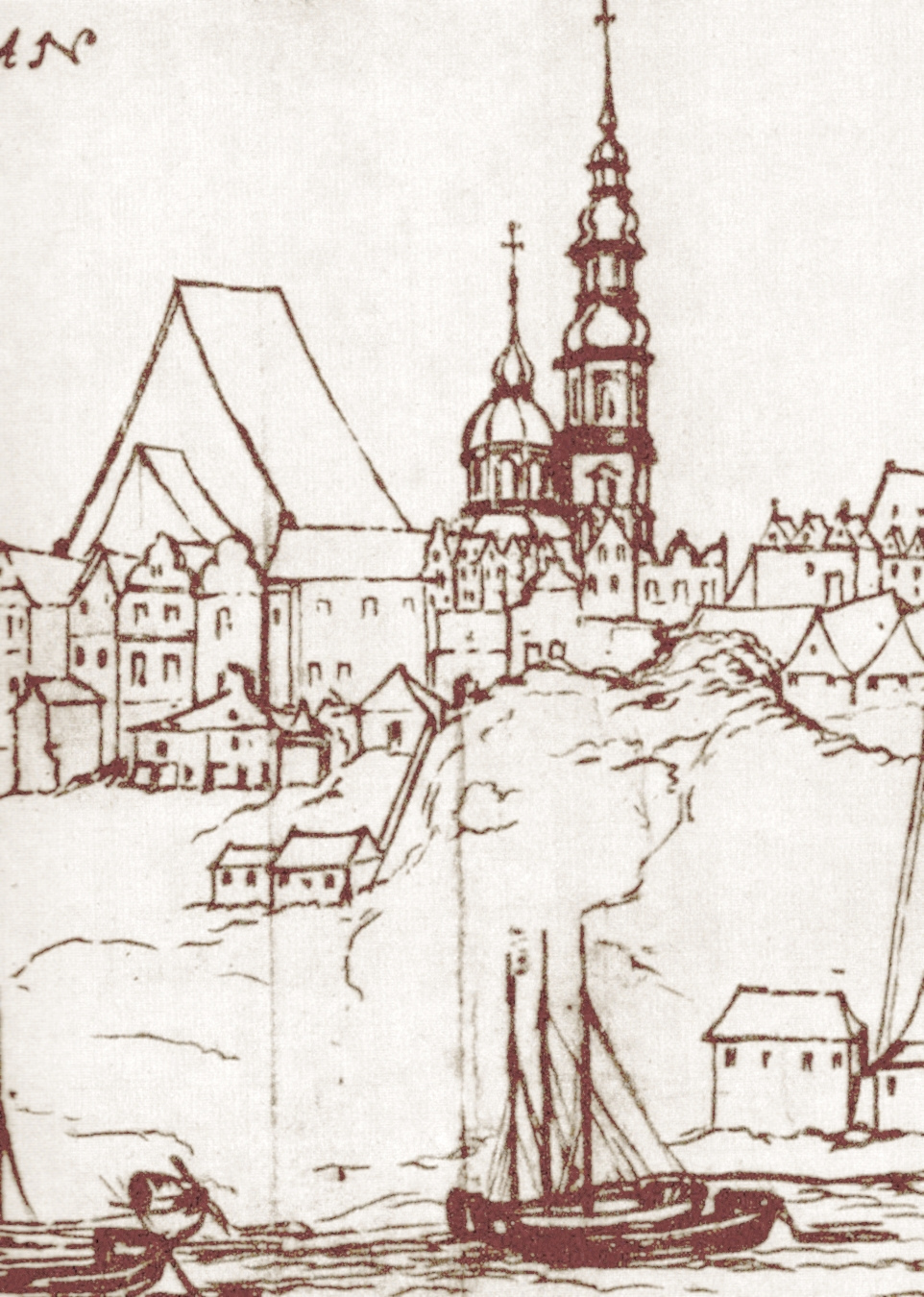
Nhà thờ Thánh Gioan Baotixita (bên trái) và Nhà thờ Dòng Tên năm 1672
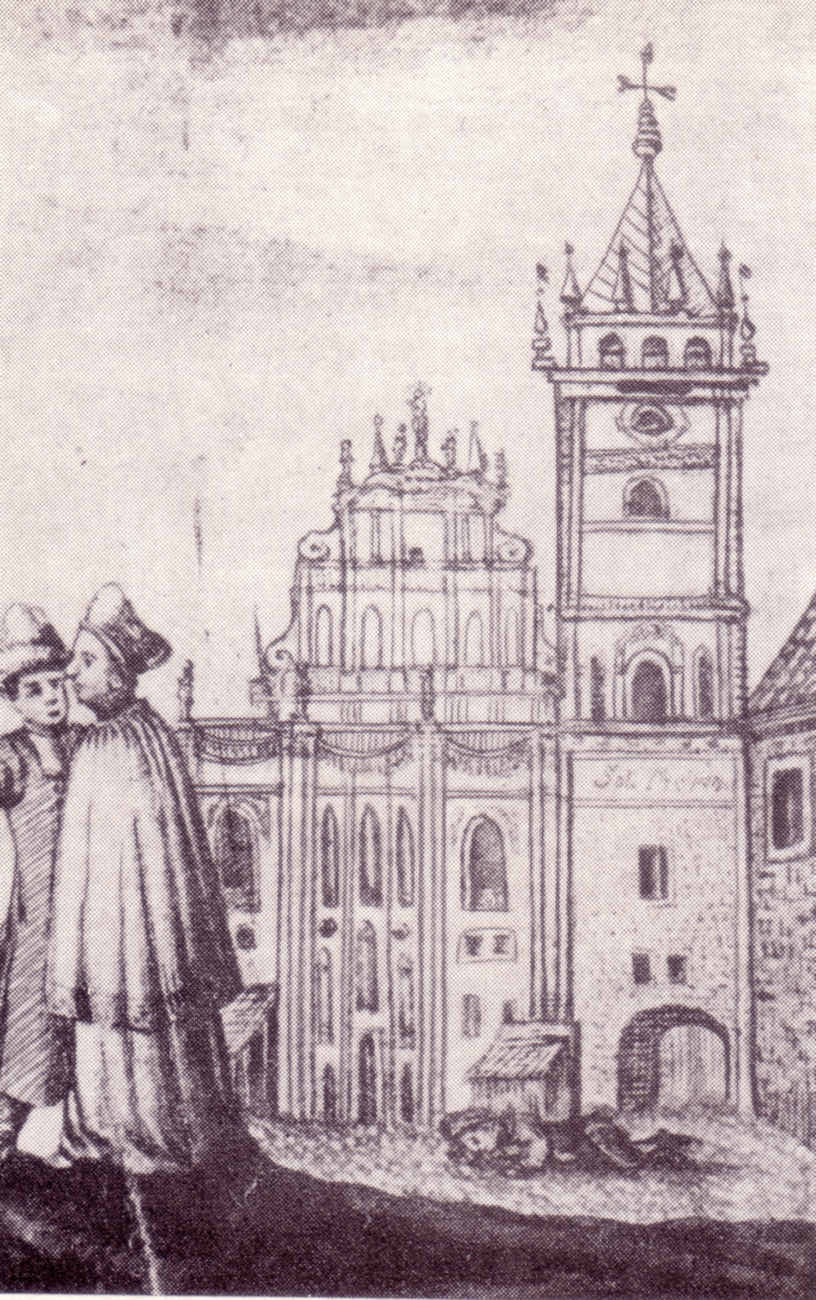
Nhà thờ Thánh Gioan Baotixita với tháp Sobieski cao hơn 80 mét vào đầu thế kỷ 18
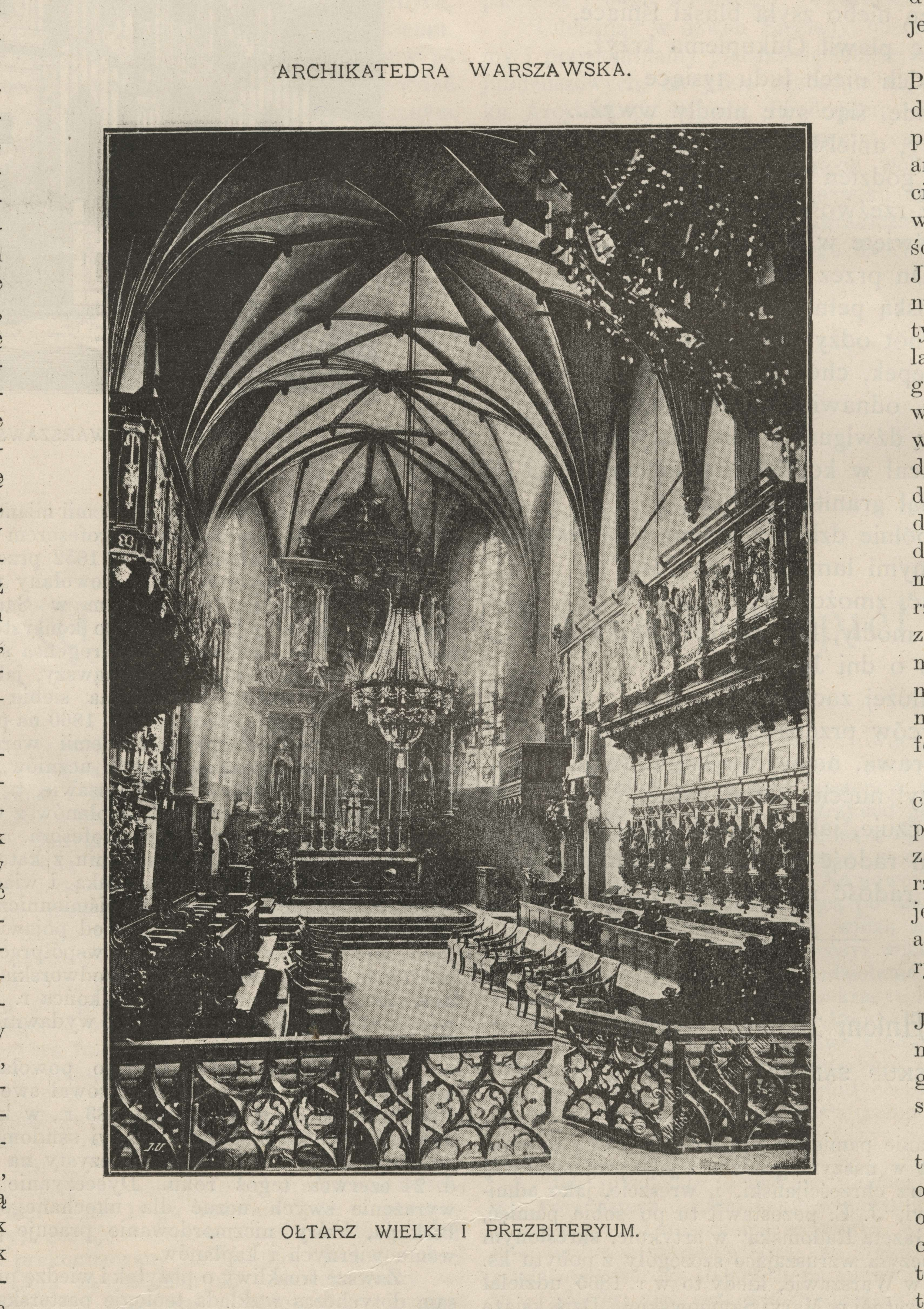
Bàn thờ và chính điện năm 1899
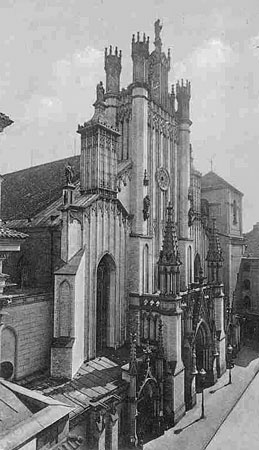
Ảnh chụp nhà thờ trước chiến tranh, với mặt tiền theo phong cách Gothic kiểu Anh

### Tác phẩm điêu khắc

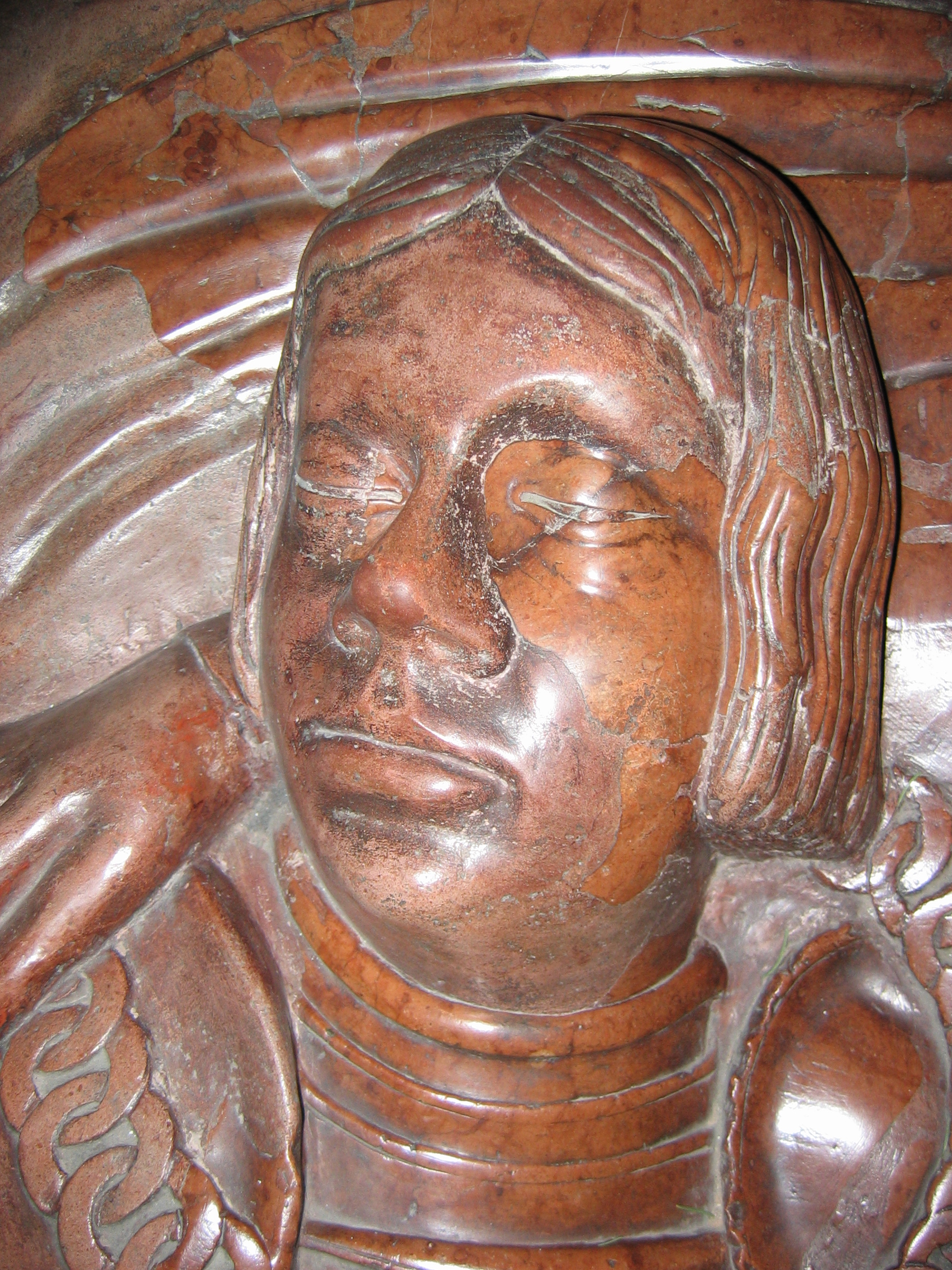
Tượng điêu khắc Công tước Janusz III xứ Masovi, tác phẩm của Bernardino Zanobi de Gianotis, 1528-30
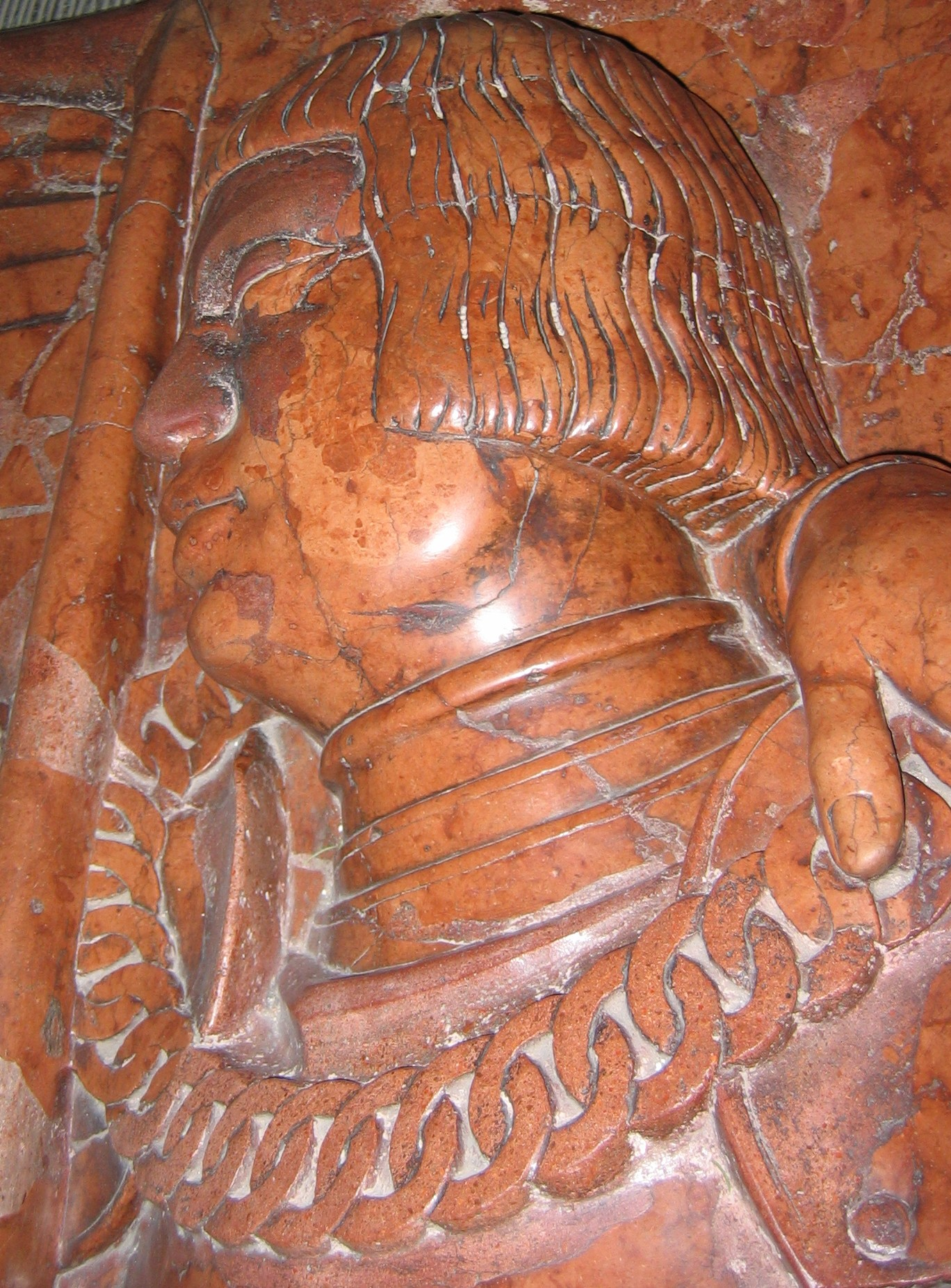
Tượng điêu khắc Công tước Janusz III xứ Masovi ở mặt nghiêng. Được ủy quyền, bởi Công chúa Anna xứ Masovia năm 1526
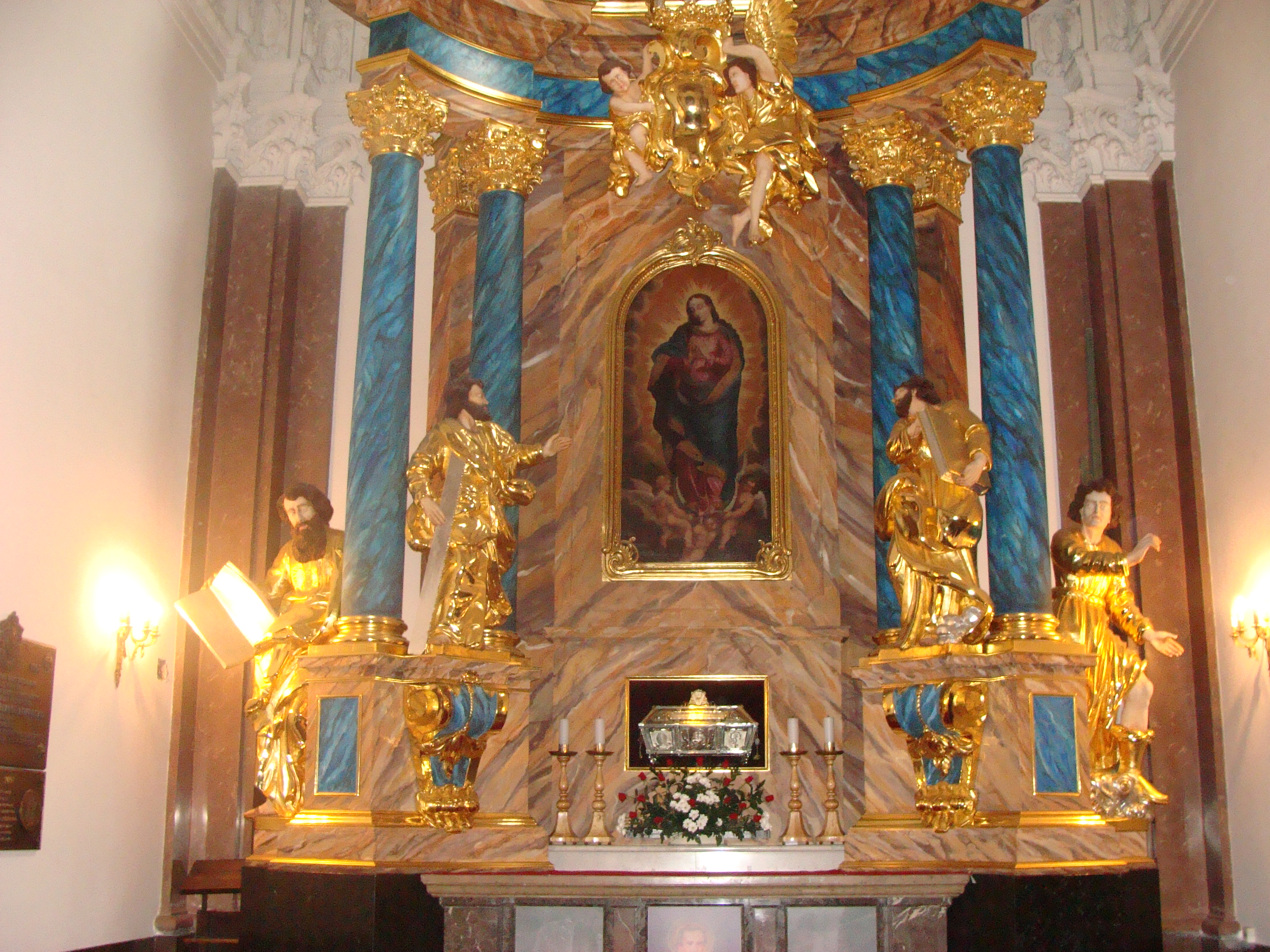
Nhà nguyện theo phong cách Rococo của Đức Mẹ vô nhiễm nguyên tội
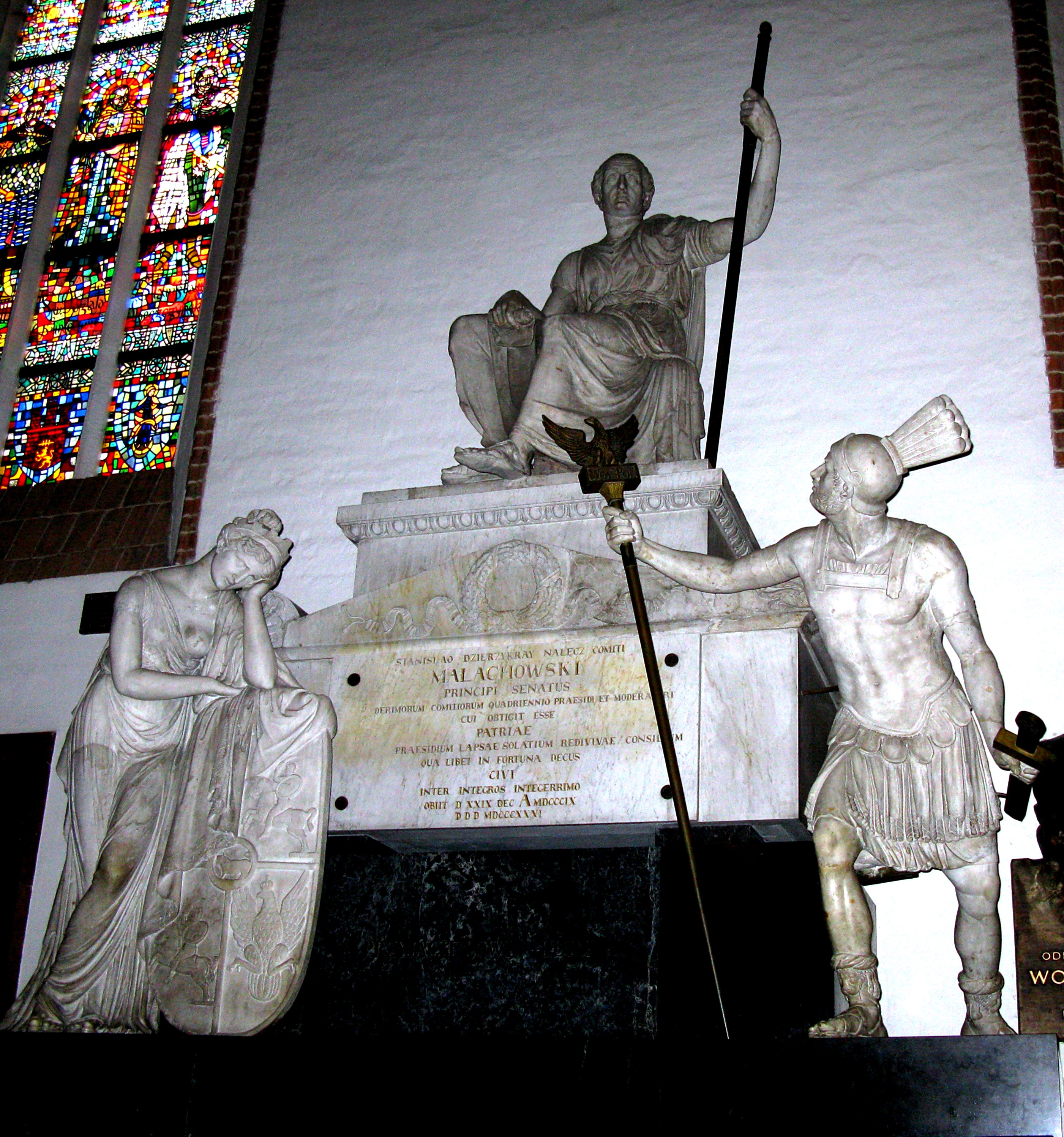
Đài tưởng niệm Stanisław Małachowski, do François Laboureur làm tại Roma, theo thiết kế của Thorvaldsen